# كارول مورتيمر
كارول مورتيمر (بالإنجليزية: Carole Mortimer)‏ (1960، إنجلترا في المملكة المتحدة)؛ كاتِبة وروائية بريطانية.